# اویستراخ ۴۲۵۱۶
سیارک ۴۲۵۱۶ (به انگلیسی: 42516 Oistrach، نامگذاری:1993VH5) چهل و دو هزار و پانصد و شانزدهمین سیارک کشف شده‌است که در ۱۱ نوامبر ۱۹۹۳ کشف شد.